# Duzluk
Duzluk is een plaats in de gemeente Orahovica in de Kroatische provincie Virovitica-Podravina. De plaats telt 201 inwoners (2001).